# Noyau à halo
En physique nucléaire, un noyau à halo désigne un type de noyaux atomiques aux limites de la stabilité nucléaire pour lesquels certains nucléons connaissent une extension significative de leur fonction d'onde en raison de la faiblesse de leur énergie de liaison au noyau.
L'exemple typique est le noyau de lithium 11, qui donne du béryllium 11 par désintégration β avec une période radioactive de 8,6 ms. Le 11Li est constitué d'un cœur 9Li autour duquel deux neutrons ont une probabilité significative de franchir la barrière de confinement de la force nucléaire, qui maintient trois protons et six neutrons dans le cœur 9Li, d'où un accroissement de la taille du noyau jusqu'à approcher celle du plomb 208 (sa section efficace est en fait égale à celle du soufre 32) ; à titre indicatif, le rayon moyen d'un noyau dont le nombre de masse est A est normalement de l'ordre {\displaystyle {\begin{smallmatrix}1,2{\sqrt[{3}]{A}}\end{smallmatrix}}}  fm.
Ce type de configuration survient dans certains noyaux ayant un fort excès d'un des deux types de nucléons ; on l'observe surtout pour les neutrons (le 11Li a ainsi trois protons pour pas moins de huit neutrons), mais parfois aussi pour les protons.
Plusieurs types de halos ont été observés pour un certain nombre d'éléments légers:
- à un neutron :
  - béryllium 11
  - carbone 19
- à deux neutrons :
  - hélium 6
  - lithium 11
  - béryllium 12
  - béryllium 14
  - bore 17
  - bore 19
  - carbone 22
- à quatre neutrons :
  - hélium 8
- à un proton :
  - bore 8
  - phosphore 26
- à deux protons :
  - néon 17
  - soufre 27
- à un proton et trois neutrons :
  - lithium 8

D'autres noyaux plus lourds peuvent également avoir un halo de nucléons ; l'étain 101 aurait ainsi un halo à un neutron autour d'un cœur d'étain 100.